# Carlos Henrique Silva Oliveira
Carlos Henrique Silva Oliveira (ur. 13 sierpnia 1972 w Brasílii) – brazylijski duchowny katolicki, biskup Tocantinópolis od 2024.

## Życiorys
7 grudnia 2002 otrzymał święcenia kapłańskie i został inkardynowany do archidiecezji Brasília. Pracował głównie jako duszpasterz parafialny na terenie rodzinnego miasta, był także m.in. wikariuszem biskupim ds. duszpasterstwa społecznego, sędzią sądu biskupiego oraz wikariuszem biskupim dla centralnej części archidiecezji.
19 marca 2024 papież Franciszek mianował go biskupem diecezji Tocantinópolis. 
1 maja 2024 otrzymał święcenia biskupie w Katedrze Najświętszej Maryi Panny z Aparecidy w Brasílii. Udzielił mu ich kardynał Paulo Cezar Costa.  